# Greifswalder SV 98
Der Greifswalder SV 98 e.V. ist ein Badmintonverein aus Greifswald. Er wurde im Jahr 1998 gegründet und spielte bis 2004 in den verschiedenen Spielklassen Norddeutschlands und Mecklenburg-Vorpommerns. Von 2004 bis Anfang 2010 war der Verein Teil des Großvereins Greifswalder SV 04, bevor er wieder zu einem reinen Badmintonverein wurde. Vorsitzender ist der frühere DDR-Spitzenspieler Thomas Mundt.
Der Greifswalder SV 98 ist für seine langjährige Arbeit im Kinder- und Nachwuchssport bekannt. Aus der vorbildlichen Trainingsarbeit gingen zahlreiche Norddeutsche und Deutsche Meister in den verschiedenen Nachwuchsklassen des DBV hervor.
Erfolgreichster Akteur und langjähriges Aushängeschild ist Andreas Kämmer.
Nach vielen Jahren in der Oberliga Nord musste der Verein zu Beginn der Spielzeit 2010/11 seine erste Mannschaft aufgrund erheblicher Personalprobleme aus dem überregionalen Spielbetrieb zurückziehen. Seitdem richtet der Verein sein Augenmerk wieder verstärkt auf den Bereich der Nachwuchsförderung.

## Kader zur Saison 2024/25
- Herren: Andreas Kämmer, Michael Kämmer, Maik Pierron, Tobias Reiter, Thomas Paul, Johannes Völsgen, Felix Radzimski, Dirk Fenner, Christian Arnold
- Damen: Petra Teichmann, Wiebke Hermann, Juliane Pöthkow, Elisa von Drehle, Andrea Uecker
- Trainer: Thomas Reiter, Uwe Kämmer

## Frühere Platzierungen 1. Mannschaft
- Saison 1998/99 Landesliga Mecklenburg-Vorpommern Platz 1.
- Saison 1999/00 Oberliga Nord A Platz 3.
- Saison 2000/01 Oberliga Nord A Platz 1.
- Saison 2001/02 Regionalliga Nord Platz 7.
- Saison 2002/03 Oberliga Nord A Platz 1.
- Saison 2003/04 Oberliga Nord A Platz 4.
- Saison 2010/11 Landesliga Mecklenburg-Vorpommern Platz 2.
- Saison 2011/12 Landesliga Mecklenburg-Vorpommern Platz 2.
- Saison 2012/13 Landesliga Mecklenburg-Vorpommern Platz 2.
- Saison 2014/15 Landesklasse Mecklenburg-Vorpommern Platz 2.
- Saison 2015/16 Landesliga Mecklenburg-Vorpommern Platz 1.
- Saison 2016/17 Landesliga Mecklenburg-Vorpommern Platz 1.
- Saison 2017/18 Landesliga Mecklenburg-Vorpommern Platz 3.
- Saison 2018/19 Landesliga Mecklenburg-Vorpommern Platz 3.
- Saison 2019/20 Landesliga Mecklenburg-Vorpommern Platz 2.
- Saison 2020/21 Landesliga Mecklenburg-Vorpommern wegen Corona-Pandemie nicht ausgetragen.
- Saison 2021/22 Landesliga Mecklenburg-Vorpommern Platz 2.
- Saison 2022/23 Landesliga Mecklenburg-Vorpommern Platz 2.
- Saison 2023/24 Landesliga Mecklenburg-Vorpommern Platz 1.
- Saison 2024/25 Landesliga Mecklenburg-Vorpommern Platz ???.